# Automolis kelleni
Automolis kelleni är en fjärilsart som beskrevs av Pieter Cornelius Tobias Snellen 1886. Automolis kelleni ingår i släktet Automolis och familjen björnspinnare. Inga underarter finns listade i Catalogue of Life.